# Émery-Topologie
Die Émery-Topologie ist ein mathematischer Begriff aus der Martingaltheorie, der eine Topologie auf dem Raum der Semimartingale beschreibt. Sie findet Anwendung in der Finanzmathematik.
Die Klasse der stochastischen Integrale mit allgemeinen vorhersagbaren Integranden stimmt mit dem Abschluss der beschränkten, einfachen Integrale in der Émery-Topologie überein.
Der Begriff wurde 1979 von dem französischen Mathematiker Michel Émery eingeführt.

## Émery-Topologie
Sei {\displaystyle (\Omega ,{\mathcal {A}},\{{\mathcal {F_{t}}}\},P)} ein filtrierter Wahrscheinlichkeitsraum, der die üblichen Bedingungen erfüllt, und {\displaystyle T\in (0,\infty )}. {\displaystyle {\mathcal {S}}(P)} bezeichnet den Raum der reellen Semimartingale und {\displaystyle {\mathcal {E}}(1)} den Raum der einfachen vorhersagbaren stochastischen Prozesse {\displaystyle H} mit {\displaystyle |H|=1}. Weiter bezeichnet {\displaystyle \wedge } die Minimumoperation.
Man betrachte
{\displaystyle \|X\|_{{\mathcal {S}}(P)}:=\sup \limits _{H\in {\mathcal {E}}(1)}\mathbb {E} \left[1\wedge \left(\sup \limits _{t\in [0,T]}|(H\cdot X)_{t}|\right)\right].}
{\displaystyle ({\mathcal {S}}(P),d)} mit der Metrik {\displaystyle d(X,Y):=\|X-Y\|_{{\mathcal {S}}(P)}} ist ein vollständiger Raum und die induzierte Topologie wird Émery-Topologie genannt.